# Kebonturi (Arjawinangun)
Kebonturi is een bestuurslaag in het regentschap Cirebon van de provincie West-Java, Indonesië. Kebonturi telt 4012 inwoners (volkstelling 2010).